# Delovoj Tsentr (Filjovskaja-lijn)
Delovoj Tsentr (Russisch: Деловой Центр)(tot 31 maart 2024 Vystavotsjnaja, Russisch: Выставочная; "tentoonstelling") is een ondiep gelegen station aan de Filjovskaja-lijn van de Metro van Moskou, bij de Perechodny prospekt en de Krasnopresnenskaja-kade. Het station werd geopend op 10 september 2005 en bevindt zich tussen de stations Kievskaja en Moskva-Siti aan de zijtak van deze lijn naar het zakencentrum Moscow City.

## Geschiedenis
In 1992 werden de eerste plannen gepresenteerd voor een nieuw internationaal zakencentrum op het terrein van het Internationale Handelscentrum uit de Sovjet tijd. Het centrale deel van dit nieuwe zakencentrum, Moskva-Siti, werd gebouwd in de periode 1999 – 2004. Voor de aansluiting op het nationale spoorwegnet was ook een metroverbinding met Station Moskva Kievskaja gewenst. Hiertoe werd een zijlijn van lijn 4 gebouwd volgens de normen van de in 1999 bedachte lichte metro, al is er in dit geval wel sprake van een ondergronds traject. In 1999 lagen er nog plannen voor een noord-west randlijn (Solntsevo-Mytisjtsjenskaja-lijn) en een verlenging van lijn 8 naar Strogino (Strogino-Perovskaja-radius), zodat naast het station aan de Filjovskaja-lijn nog twee stations in ruwbouw werden voltooid.
Op 10 september 2005 werd het metrostation onder de naam Delovoj Tsentr geopend als 171e van het Moskouse net. De eerste metro met reizigers arriveerde om 13:49 uur. Het was tot 30 augustus 2006 eindpunt van de zijlijn, sindsdien rijden de metro's door tot Moskva-Siti. In 2008 kwam de tentoonstellingshal gereed en op 3 juni 2008 besloot het stadsbestuur om de naam van het station te wijzigen in Vystavotsjnaja (tentoonstelling) als verwijzing naar de nieuwe tentoonstellingshal. Op 1 juni 2009 waren alle borden met de stationsnaam vervangen. Op 31 maart 2024 werd dit teruggedraaid en is de naam weer Delovoj Tsentr.

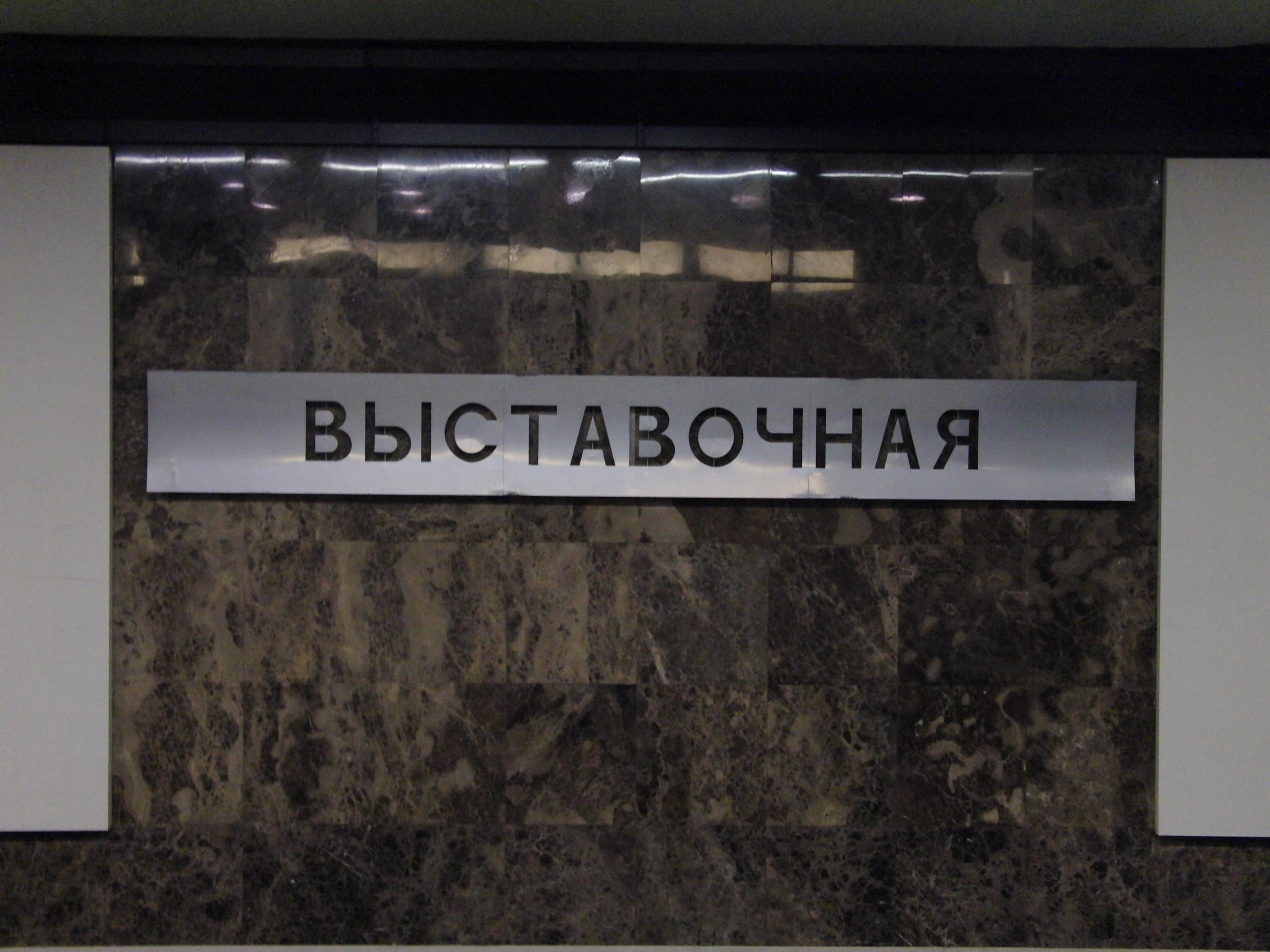
De stationsnaam op de tunnelwand in de periode 2009 -2024
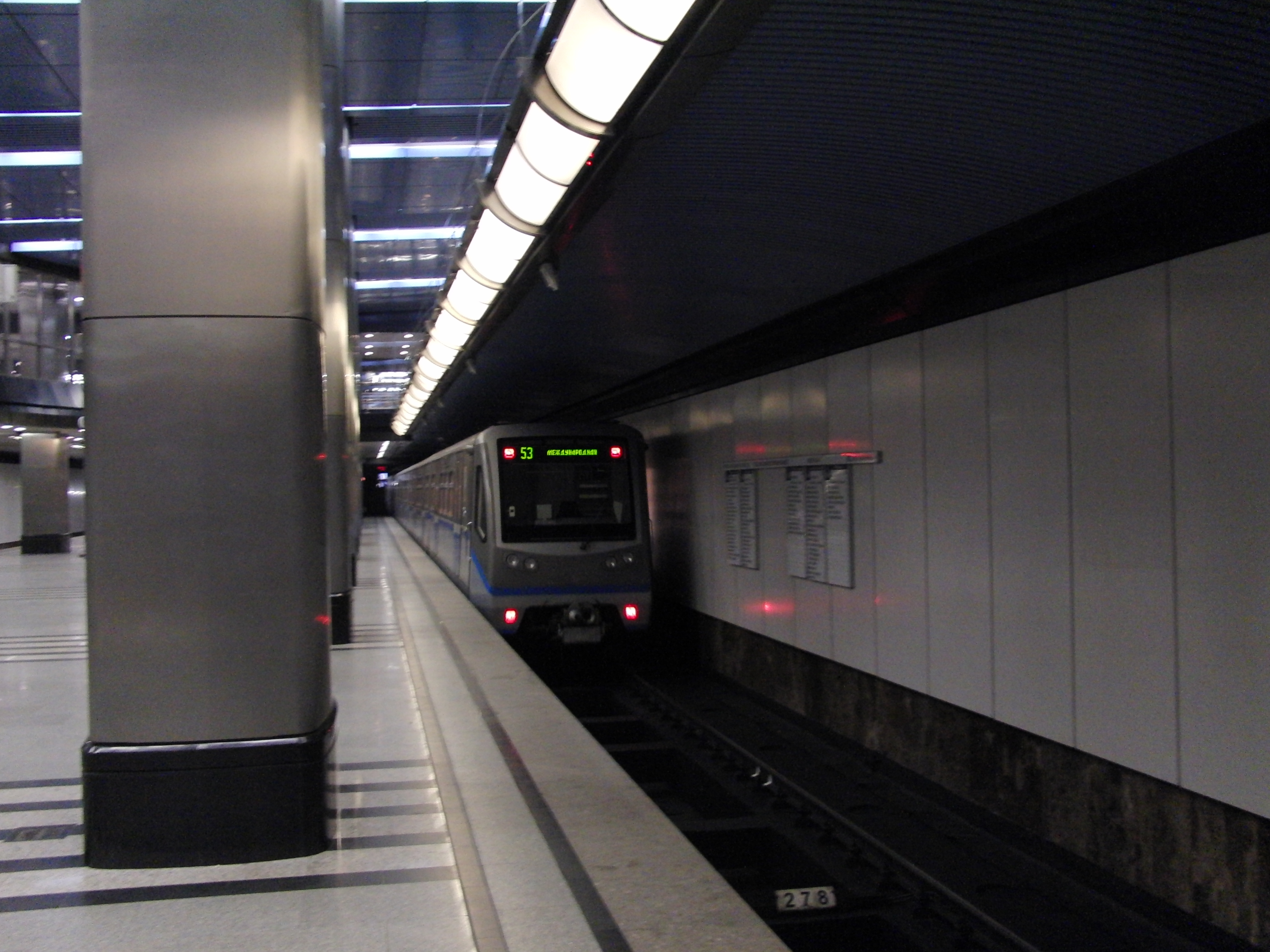
De metro naar Moskva-Siti langs het perron
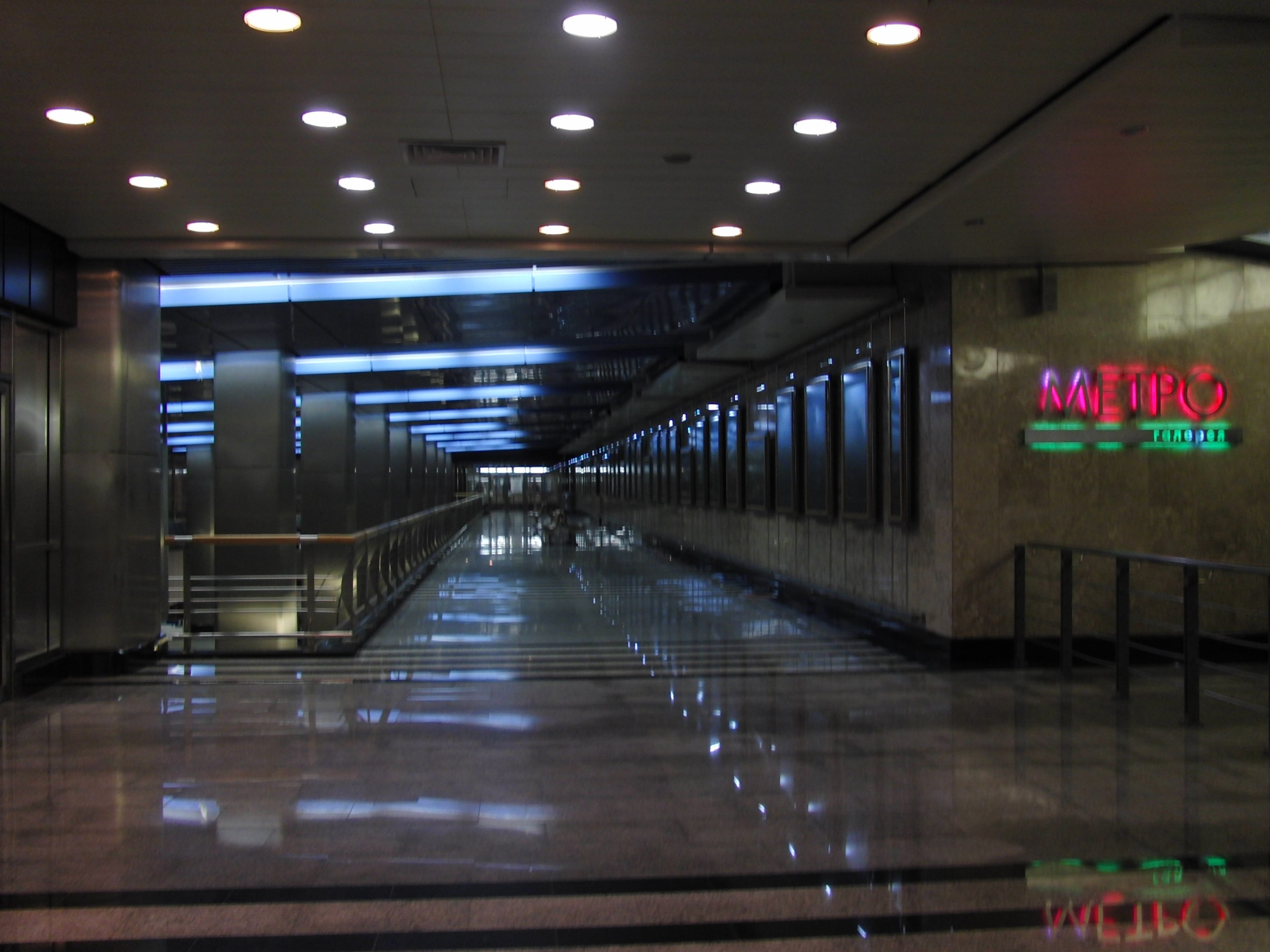
De fotogalerij “Metro” in de rechte wandelgang boven het spoor

## Architectuur en inrichting
Het station werd ontworpen door architecten Aleksandr Vigdorov, Leonid Borzenkov en Olga Farstova en vormt met zijn high-techuitstraling een radicale breuk met eerdere metrostations. Het station is verdeeld over twee niveaus, waarbij het metroperron zich op het laagste niveau bevindt. Het perron heeft een breedte van 11,8 meter en een lengte van 118 meter. De lengte tussen individuele zuilen meet 7,8 meter. Het bovenste niveau bestaat uit twee wandelgangen die over de hele lengte van het metrostation lopen. De grootste van deze twee wandelgangen loopt in een grote boog van de ene zijde van het metrostation naar de andere en weer terug en is in glas uitgevoerd. De andere wandelgang is open en recht en loopt direct boven het inkomende spoor. Het D-vormige gebied tussen de twee wandelgangen reikt van de bodem tot het plafond van het station. De twee rijen pilaren lopen ook door over beide niveaus en zijn bedekt met roestvrij staal. De wanden zijn bedekt met witte plastic panelen en bruin marmer, voor het plafond is gebruikgemaakt van alucobond.
Het station heeft twee verdeelhallen, de westelijke wordt gemeenschappelijk gebruikt met de Grote Ringlijn en de Solntsevskaja-radius. Deze verdeelhal is via een roltrap verbonden met de eerste verdieping van winkel- en vermaakscentrum Afimoll City. De dichtstbijzijnde uitgang daar ligt aan de tentoonstellingslaan. De perrons en de verdeelhal zijn onderling verbonden met een vaste trap van 2,65 meter breed en twee roltrappen van het type E900T. De oostelijke verdeelhal is verbonden met de Bagrationbrug, nabij Toren 2000. Deze brug was wegens werkzaamheden van 1 oktober 2007 tot 16 september 2013 gesloten. Sindsdien kunnen de reizigers tussen 's morgens 5:30 uur en 2:00 uur 's nachts via de brug de zuidelijke oever van de Moskva bereiken.

## Activiteiten
Van augustus tot november 2013 werden de zuilen van het station gebruikt voor een proef voor een virtuele winkel. Hierbij werden schappen met huishoudelijke apparaten en elektronica door Media Markt in lichtbakken op de zuilen getoond. Op de bovenste laag van het station is een fotogalerij “Metro” en worden regelmatig voorstellingen en fototentoonstellingen gehouden.
Sinds 15 mei 2015 is ook het centrum voor personeelsvoorziening van de metro op deze etage gevestigd. De 800 m2 wordt sinds 25 juli 2016 voor het grootste deel ingenomen door de collectie van het metromuseum dat toen uit Sportivnaja verhuisde. De medewerkers kunnen de bezoekers, meestal kinderen, vertellen over het werk bij de metro. De tentoonstelling omvat verschillende apparaten, uitrustingen en zaken die normaal voor de reizigers onzichtbaar blijven. Verder heeft het centrum vele badges, tekens, herdenkingspenningen en uitgebreide technische literatuur. Naast historische en educatieve video's die worden vertoond kunnen de bezoekers ook zelf in een metrosimulator een metro besturen.

## Metroverkeer
De afstand tussen Vystavotsjnaja en Mezdoenarodnaja is met 500 meter de kortste tussen twee Moskouse metrostations. Aan de andere kant moet 2,25 kilometer worden afgelegd naar het hemelsbreed 1,5 kilometer verder gelegen Kievskaja. De twee in ruwbouw gebouwde stations naast Vystavotsjnaja zijn beide onder de naam Delovoj Tsentr geopend. Het noordelijke, ooit bestemd voor de Solntsevo-Mytisjtsjenskaja-lijn, op 31 januari 2014 en het zuidelijke, ooit bestemd voor de Strogino-Perovskaja-lijn, op 26 februari 2018.
Na 1999 zijn de metroplannen gewijzigd en sinds 2008 is er geen sprake meer van een Strogino-Perovskaja-lijn. Delovoj Tsentr zuid is vanaf de opening tot 22 juni 2024 gebruikt als onderdeel van de Grote Ringlijn en zal vanaf 2026 deel uitmaken van de Roebljovo-Archangelskaja-lijn. In 2012 werd besloten tot de bouw van de Solntsevo-radius als westelijke verlenging van lijn 8, waarmee ook de Solntsevo-Mytisjtsjenskaja-lijn verviel. Delovoj Tsentr noord werd op 24 februari 2018 gesloten in verband met het aanleggen van keer en opstelsporen aan de oostkant van het station. Op 12 december 2020 is dit deel heropend en sindsdien kan er weer op de Solntsevo-radius (lijn 8A) kan worden overgestapt. Op 13 maart 2019 zei de Moskouse burgemeester, Sergei Sobjanin, tijdens een vraaggesprek met tv-zender TVC dat er geen plannen zijn voor de aanleg van het sluitstuk van lijn 8 onder de binnenstad, waarmee een verlenging naar Mytisjtsji weer mogelijk zou zijn.